# Ben Foster (chef d'orchestre)
 (mars 2012).
Si vous disposez d'ouvrages ou d'articles de référence ou si vous connaissez des sites web de qualité traitant du thème abordé ici, merci de compléter l'article en donnant les références utiles à sa vérifiabilité et en les liant à la section « Notes et références ».
Pour les articles homonymes, voir Ben Foster et Foster.
Ben Foster, de son vrai nom Benedict Foster, est un chef d'orchestre, compositeur, arrangeur anglais.
Il est principalement connu pour être le chef d’orchestre et l'arrangeur de la bande originale de la série télévisée Doctor Who ainsi que le compositeur de la bande originale de la série télévisée Torchwood.

## Carrière
Foster a étudié la composition et la direction d’orchestre a l'école supérieure de musique et d'art dramatique Guildhall School of Music and Drama.